# Mazzano
Mazzano (Mazà in dialetto bresciano) è un comune italiano di 12 728 abitanti della provincia di Brescia in Lombardia, è costituito da tre frazioni, ovvero Mazzano (a nord), Molinetto (in centro) e Ciliverghe (a sud).

## Storia
Nel 1861, alla costituzione del Regno d'Italia, Mazzano aveva una popolazione di 1 256 abitanti.
Fu inserito nel Mandamento IV di Rezzato, a sua volta appartenente al Circondario V di Brescia della provincia avente medesimo capoluogo.
Con il Regio Decreto 11 marzo 1928, n. 549, a Mazzano fu aggregato il territorio del soppresso comune di Ciliverghe, che da allora, insieme a Molinetto, ne divenne frazione.
A seguito della Caduta della Repubblica Sociale Italiana, avvenuta il 25 aprile 1945, all'amministrazione fascista si insediò il Comitato di Liberazione Nazionale di Mazzano, il primo sindaco insediato con elezioni libere fu Egidio Chiarini (registro del consiglio comunale di Mazzano).

### Simboli
Lo stemma e il gonfalone sono stati concessi con decreto del presidente della Repubblica del 26 aprile 1983.
nastrino di argento, caricato della scritta coeli aperti di nero; il quarto d'argento, ad una ruota di mulino di nero, ruotante su un fiume al naturale, scorrente in punta. Ornamenti esteriori da Comune.»
Nello scudo sono riuniti più emblemi: nei due quarti superiori il leone e l'albero derivano dal precedente stemma di Mazzano in uso già nel 
1925: il leone era probabilmente ispirato all'emblema del capoluogo mentre 
l'albero era una quercia a rappresentare gli antichi boschi locali; la ruota di mulino ricorda la frazione di Molinetto che prende nome da un antico mulino ivi esistente; i monti nel quarto sono l'antico simbolo del comune di Ciliverghe, poi aggregato a quello di Mazzano.
Il gonfalone è un drappo partito di rosso e di giallo.

## Società

### Evoluzione demografica
Abitanti censiti

## Infrastrutture e trasporti
Il territorio del comune di Mazzano è attraversato sia dalla nuova strada statale 11 Padana Superiore (Tangenziale Sud) sia dalla vecchia, ora strada provinciale 114, e sia dalla nuova Strada statale 45 bis Gardesana Occidentale sia dall'originario tracciato di quest'ultima, ora strada provinciale 116 Virle Treponti-Villanuova sul Clisi. Poco prima dell'ingresso a Ciliverghe, dalla provinciale 114 si dirama la provinciale 4 per Padenghe sul Garda.
A sud della frazione di Ciliverghe, passa la ferrovia Milano-Venezia, mentre la stazione ferroviaria più vicina è quella di Ponte San Marco-Calcinato. Tra il 1897 e il 1968, a fianco del Naviglio Grande, passava la ferrovia Rezzato-Vobarno. Nei pressi dello stabilimento Gaffuri-Massardi era presente una stazione ferroviaria che funzionò come scalo merci per la maggior parte del periodo in cui fu operativa.
L'originaria statale 11, tra il 1881 e il 1931, era percorsa dalla tranvia Brescia-Salò-Gargnano; a servizio della frazione di Mazzano era presente una stazione. Tra il 1931 e il 1954 il servizio tranviario fu fatto transitare sulla ferrovia Rezzato-Vobarno per cui la stazione ferroviaria fu abilitata anche al servizio passeggeri della tranvia.

## Amministrazione
| Periodo         | Periodo         | Primo cittadino          | Partito                                                        | Carica                      | Note         |
| --------------- | --------------- | ------------------------ | -------------------------------------------------------------- | --------------------------- | ------------ |
| 1860            | 14 ottobre 1861 | Francesco Basiletti      |                                                                | Sindaco                     | [ 9 ]        |
| 1863            | 1876            | Francesco Filippini      |                                                                | Sindaco                     | [ 9 ]        |
| 1876            | 1879            | Giuseppe Mattanza        |                                                                | Sindaco                     | [ 9 ]        |
| 1879            | 1884            | Giovanni Bianchini       |                                                                | Sindaco                     | [ 9 ]        |
| 1890            | 1905            | Pietro Bonetti           |                                                                | Sindaco                     | [ 9 ]        |
| 1905            | 1910            | Giovanni Biemmi          |                                                                | Sindaco                     | [ 9 ]        |
| 1914            | 1916            | Giovanni Maria Bianchini |                                                                | Sindaco                     | [ 9 ]        |
| 1916            | 1923            | Vittorio Arici           |                                                                | Sindaco                     | [ 9 ]        |
| 1923            | 1924            | Enrico Scaroni           |                                                                | Commissario prefettizio     | [ 9 ]        |
| 1924            | 1931            | Giovanni Medeghini       | PNF                                                            | Sindaco, Podestà (dal 1926) | [ 9 ]        |
| 1931            | 1933            | Franco Mazzoldi          | PNF                                                            | Podestà                     | [ 9 ] [ 10 ] |
| 1933            | 1937            | Cornelio Bianchini       | PNF                                                            | Podestà                     | [ 9 ]        |
| 1937            | 1938            | Pietro Berardi           | PNF                                                            | Podestà                     | [ 9 ]        |
| 1938            | 1938            | Agostino Facconi         |                                                                | Commissario prefettizio     | [ 9 ]        |
| 1938            | 31 gennaio 1942 | Pietro Berardi           | PNF                                                            | Podestà                     | [ 9 ]        |
| 1 febbraio 1942 | 5 ottobre 1942  | Giovanni Soldi           |                                                                | Commissario prefettizio     | [ 9 ]        |
| 6 ottobre 1942  | 26 agosto 1943  | Ortensio Rinetti         |                                                                | Commissario prefettizio     | [ 9 ]        |
| 27 agosto 1943  | 1 agosto 1944   | Francesco Lamberti       |                                                                | Commissario prefettizio     | [ 9 ]        |
| 2 agosto 1944   | 8 gennaio 1945  | Francesco Turola         |                                                                | Commissario prefettizio     | [ 9 ]        |
| 9 gennaio 1945  | 1945            | Torquato Contadini       |                                                                | Commissario prefettizio     | [ 9 ]        |
| 25 aprile 1945  | 18 aprile 1948  | Egidio Chiarini          | Comitato di Liberazione Nazionale                              | Sindaco                     | [ 9 ]        |
| 19 aprile 1948  | 1965            | Egidio Chiarini          | DC                                                             | Sindaco                     | [ 9 ]        |
| 1965            | 1975            | Antonio Despalj          | DC                                                             | Sindaco                     | [ 9 ]        |
| 1975            | 23 aprile 1995  | Luigi Elisetti           | DC - dal 1990 (DC-PSI)                                         | Sindaco                     | [ 9 ]        |
| 24 aprile 1995  | 14 giugno 2004  | Fulvio Bottarelli        | lista civica (PPI-FI)                                          | Sindaco                     | [ 11 ]       |
| 14 giugno 2004  | 8 giugno 2009   | Luigi Elisetti           | lista civica (DS-DL poi PD)                                    | Sindaco                     |              |
| 8 giugno 2009   | 26 maggio 2019  | Maurizio Franzoni        | Il Popolo della Libertà-Lega Nord poi lista civica (FI-FdI-PD) | Sindaco                     | [ 12 ]       |
| 27 maggio 2019  | 9 giugno 2024   | Fabio Zotti              | lista civica centrodestra (FI-FdI-LN)                          | Sindaco                     |              |
| 10 giugno 2024  | in corso        | Ferdinando Facchin       | lista civica 'Mazzano insieme'                                 | Sindaco                     |              |

### Gemellaggi

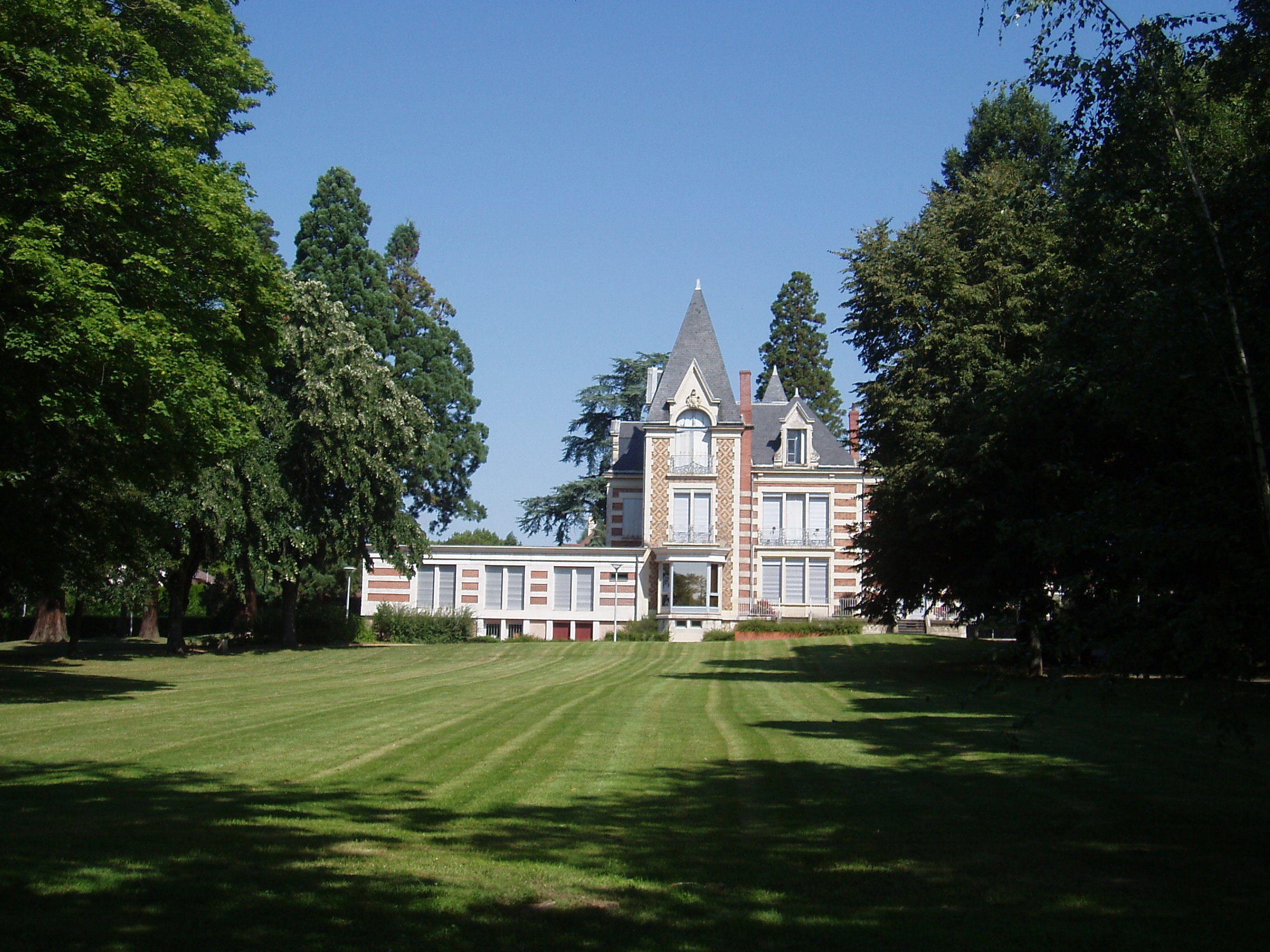
il municipio di Saint Germain des Fossés

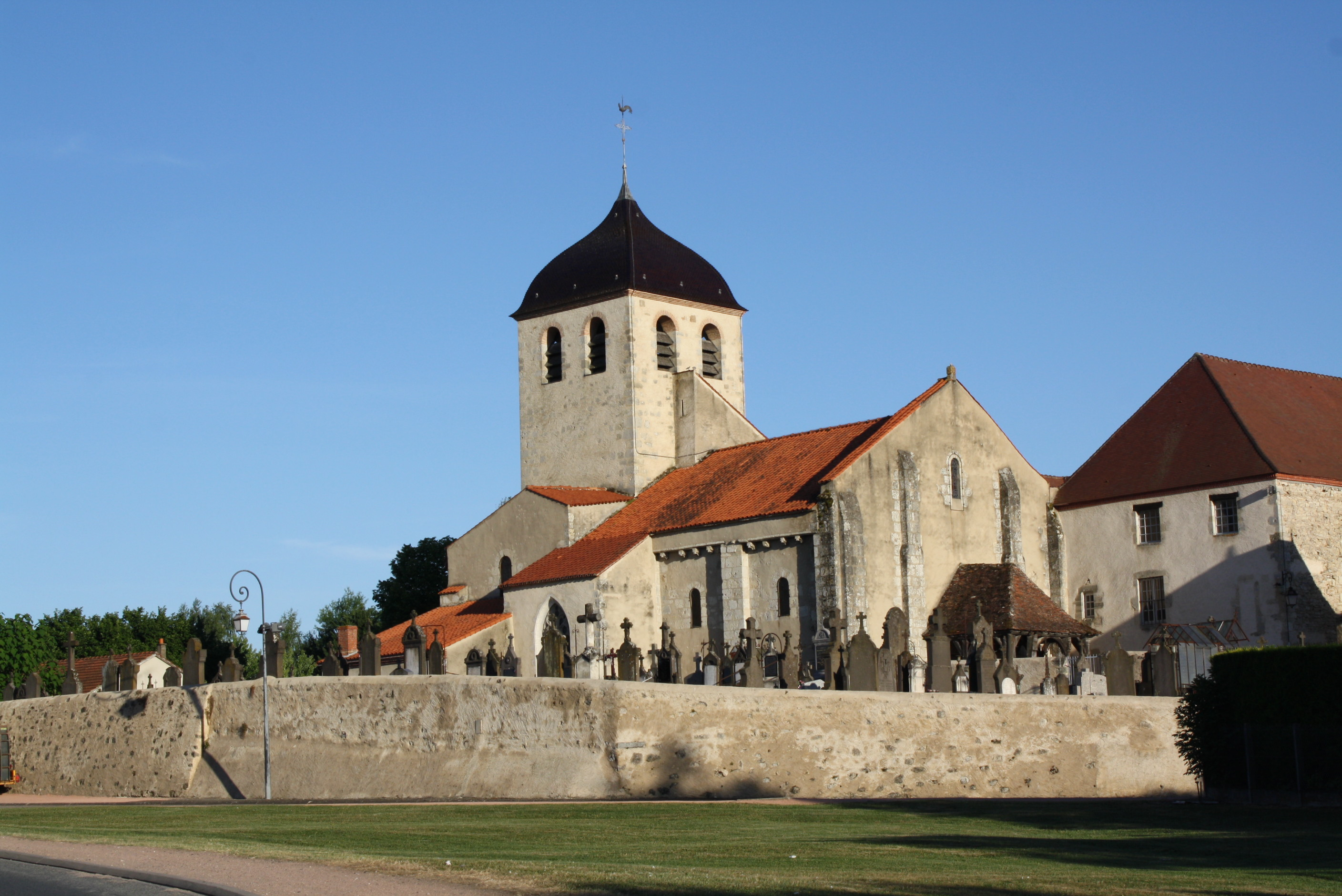
il priorato di Saint Germain des Fossés

Il Comune di Mazzano è gemellato con il comune francese di Saint-Germain-des-Fossés, situato nell'Allier (Alvernia), a dieci chilometri da Vichy. Il giuramento di fraternità che ha sancito l'ufficializzazione del gemellaggio si è tenuto nell'ottobre 2002 a Saint-Germain-des-Fossés ed il 25 aprile 2003 a Mazzano.
Nel 2010 l'amministrazione comunale, guidata dal sindaco Maurizio Franzoni, non ha confermato la commissione comunale per il gemellaggio.
Nel 2025 i rapporti potrebbero ricucirsi, dopo che una delegazione del comune bresciano e quello francese si sono incontrati a Chambéry nel mese di marzo 2025.
Ad inizio luglio 2025 in occasione delle feste patronali di Saint Germain des Fossés, la sindaca della cittadina francese Élisabeth Cuisset e il sindaco bresciano Ferdinando Facchin hanno dato l’ufficialità ed hanno riallacciato i rapporti di gemellaggio tra le due comunità europee.

## Sport

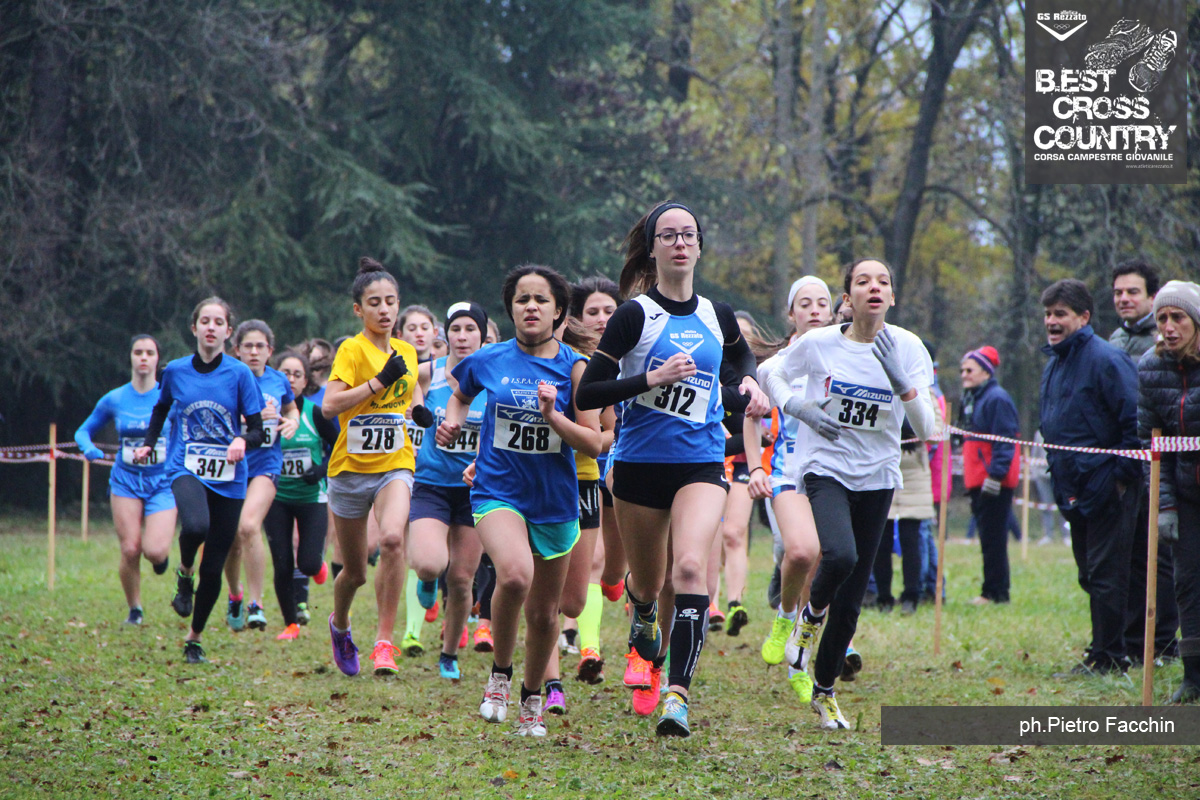
Brescia Est cross country

Dal 1986 a Mazzano si svolge una marcia di regolarità in montagna patrocinata della FIE (Federazione Italiana Escursionismo) e organizzata dalla Direzione Sportiva Alpini di Mazzano. La gara è stata, nelle 38 edizioni precedenti, prova di campionato regionale e in alcune occasioni prova di campionato italiano.
Dal 2012 nella frazione di Ciliverghe si svolge una importante corsa campestre giovanile denominata B.Est cross country, dove B.Est rappresenta Brescia est ovvero la sua collocazione geografica. La gara è organizzata del G.S. Atletica Rezzato sotto l'egida della FIDAL ed è patrocinata dai comuni di Mazzano, Rezzato, Botticino, Nuvolera e Nuvolento. Nelle prime tre edizioni la gara si è svolta presso il parco extraurbano di Ciliverghe, dal 2015 la corsa campestre è stata spostata nel parco della settecentesca Villa Mazzucchelli. Nel 2019 la gara ha assegnato le maglie di campioni provinciali.
Dal 2022 al parco extraurbano di Ciliverghe si svolge una gara di ciclocross con un percorso che si snoda all'interno dello stesso parco sino a lambire l'antico cimitero del Lazzaretto. La gara è organizzata sotto l'egida della FCI (Federazione Italiana Ciclismo) ed è denominata CX Verghe ovvero giocando sulla sua collocazione geografica. Nel 2023 la gara ha assegnato le maglie di campioni provinciali di ciclocross.
La NBB è la squadra di basket locale.
Ha sede nel comune la società di calcio Polisportiva Ciliverghe Mazzano A.S.D, che ha disputato campionati dilettantistici regionali.